# IBM 1400

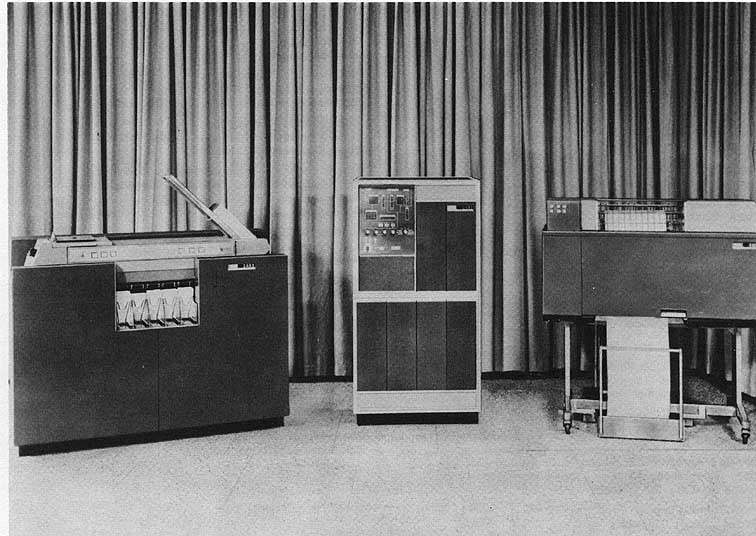
IBM 1401 Data Processing System. 左から、1402 カードリーダ/パンチ、1401処理装置、1403プリンター

IBM 1400シリーズは、IBMが1960年代初頭に販売した第2世代 (トランジスタ) の中規模商用10進コンピュータである。このコンピュータは、IBM 407のような作表機に代わるものとして提供された。
1400シリーズのマシンは、「ワードマーク」と呼ばれる特殊なビットで区切られた可変長の文字列として磁気コアメモリに情報を格納し、左側には「ワードマーク」、右側には「レコードマーク」と呼ばれる特殊なビットで区切られていた。演算は1桁ずつ実行された。入出力には、パンチカード、磁気テープ、高速ラインプリンタなどに対応していた。ディスクストレージも用意されていた。
このシリーズの多くのメンバーは、独立したシステムとして、あるいはIBMのパンチカード装置の拡張装置として、あるいは他のコンピュータシステムの補助装置として使用できた。ただし、特定の用途を目的としたものや、独立したシステムとしてしか経済的ではないものもあった。
日本では、特にIBM 1440が電子計算機の輸入制限時代に日本IBMにより国産化されて、日本でも多量に利用された。

## 歴史
1959年10月5日に発表されたIBM 1401は、IBM1400シリーズの最初のメンバーであった。これは10,000台以上のユニットを展開した最初のコンピュータであった。IBM 1410も同様の設計であるが、アドレス空間が大きくなっている。IBM 1460は、論理的には16,000文字のメモリを備え、2倍の速度を持っていたフルオプションの1401だが、物理的には同じではなかった。IBM 1240は、磁気インク文字認識(MICR)をサポートする1440システムと同等の銀行システムであった。IBM 7010は、論理的には1410で、物理的には同じではなかったが、2倍の速さであった。
1400シリーズのメンバーには次のようなものがある。
- IBM 1240 - 1963 banking system[2]
- IBM 1401 - 1959
- IBM 1410 - 1960
- IBM 1420 - 1962 high-speed bank transit system[3]
- IBM 1440 - 1962
- IBM 1450 - 1968 Bank Data Processing System for small banks[4]
- IBM 1460 - 1963
- IBM 7010 - 1962

1400シリーズで使用されている周辺機器。
- カード読み取り・穿孔装置: IBM 1402, IBM 1442
- プリンター: IBM 1403, IBM 1443
- 7トラック磁気テープ装置: IBM 729, IBM 7330
- ディスク記憶装置: IBM 1301, IBM 1311
- 小切手読み取り装置: IBM 1210
- 紙テープ読み取り/穿孔装置

## システム互換性
IBMは、1401と互換性のある (あるいはほぼ互換性のある) いくつかのモデルを提供した。
- 1460は2倍高速で、1401の多くの特殊機能が標準装備されていた。
- 1440は、1401との完全な互換性はないが、低価格の代替として人気があった。
- 1240、1420、1450は銀行向けに特別に設計されたシステムだった。
- 1410は、1401と同じ意図をもったはるかに高速なシステムだが、メモリの大容量化 (最大10万文字)、インデックスレジスタの増加 (15個)、命令の追加などの大きな違いがあった。マイクロプログラミング以前の時代の注目すべき機能は、1401のプログラムをそのまま実行できる「互換モード」スイッチであった。
- 7010は、1410のより高速で正確に互換性のあるバージョンだった。
- IBM System/360 Model 30は、1401互換マイクロプログラム機能を注文することができた。いくつかの1400シリーズの周辺機器は、System/360での使用に適応していた。

HoneywellのHoneywell 200は、アーキテクチャの類似性とソフトウェアサポートの組み合わせにより、1401とほぼ互換性を提供した。

## フィールドと文字のコーディング
1400シリーズでは、コアストレージの中のアドレス指定可能な最小単位を文字(キャラクタ)と呼ばれた。1400 は、BA8421と呼ばれる6ビットにまたがる 二進化十進数 (BCD) 形式で英数字を内部に格納する。文字がオペコードまたはフィールドの最初の文字である場合、「ワードマーク」と呼ばれる別のビットが含まれる。また「C」と呼ばれる奇数パリティビットも含まれていた。
算術演算は基数が10で、1の位置が高位アドレスで、最上位の10進数の桁が複数桁のフィールドの低位アドレス端にあるため「ビッグエンディアン」(big-endian)スタイルになる。これは、オペランドのアクセスのための (インデックス付けされた) アドレス計算と、算術命令の様々なオペランドの両方に関係している。オペランドを指定する命令内のアドレス・フィールドが固定長であるのに対し (これはストレージのサイズに依存して異なる)、算術命令の数値オペランドは任意の(正の)長さである。ワードマークアプローチにより、1410は、(実行される命令に応じて)フィールドの両端にアクセスできるため、最も効率的なアクセスを選択できる。このようにして、高級プログラミング言語のコンパイラは、例えば、加算命令、減算命令、または乗算命令のために、オペランドアドレスの初期増分 (オペランド長から1を引いた長さによる) を処理する必要がある。

## プログラミング言語
1400シリーズのプログラミング言語には、Symbolic Programming System (SPS、アセンブリ言語)、Autocoder(より完全な機能を備えたアセンブリ言語)、COBOL、FORTRAN、Report Program Generator (RPG)、およびFARGOが含まれていた。またIBMのユーザー団体のシェア（SHARE）などの登録ソフトウェアをIBMが配布するものもあった。

## 退役
IBM 1400シリーズは1970年代には販売中止されて、中位機種はIBM System/360の下位機種（モデル40、モデル30など）に移行してゆく。System/360のモデル30にはオプションで、IBM 1401のエミュレーターが付けることができて、これを利用したユーザーも多い。下位機種はSystem/3、System/32、System/34、System/36、System/38、AS/400などのローエンドマシンに置き換えられた。
1400シリーズは、1970年代初頭に正式に撤退したが、1400シリーズの周辺機器の一部は依然として第3世代のシステムで販売されていた。

## 代表的なシステム

### IBM 1401
シリーズで初めて1959年に発売されたもので、磁気テープを主要媒体とするシステムであった。次のような装置から構成されている。
- IBM 1401 中央演算処理装置（Central Processing Unit、略称：CPU）オペレーター・コンソール付き
- IBM 1402 カード読取り・穿孔（さんこう）装置 （Card Reader/Punch）
- IBM 1403 印刷装置（Printer）
- IBM 729 磁気テープ駆動装置（DMagnetic Tape Drive）

米国ではIBM 1400シシーズの中でも最も多く使われた。大企業ではこれを支店などでの「入出力」（パンチカードから磁気テープへ入力、磁気テープからプリンターへ出力）として使い、本社などでのIBM 7000で主要計算をするという例も多かった。
米国カリフォルニア州のコンピューター歴史博物館(Computer History Museum)に実物モデルが稼動している。

### IBM 1410
1960年に発表されて、IBM 1401よりアドレス空間を増やして5文字までとして、メモリーを80,000英数文字まで扱えるようにしている。次のような装置から構成されている。
- IBM 1411 Processing Unit
- IBM 1415 Console
- IBM 1402 Card Reader/Punch
- IBM 1403 Printer
- IBM 1011 Paper Tape Reader
- IBM 1412 Magnetic Character Reader
- IBM 1414 Input/Output Synchronizer, Model 3 or 4 
  - IBM 729 II Magnetic Tape Units
  - IBM 729 IV Magnetic Tape Units
  - IBM 7330 Magnetic Tape Units
- IBM 1405 Disk Storage
- IBM 7750 Programmed Transmission Control Unit

1964年 には東京オリンピックにてオリンピック史上初のオンラインシステムが実現したが、これはIBM 1410 - IBM 1440コンビネーションのデュアルシステムとIBM 1050データ通信システムが使用された。　
翌1965年には日本初の銀行オンラインシステムが三井銀行で実現したが、これは日本IBMが東京オリンピックから転用したIBM 1410 - IBM 1440コンビネーションのデュアルシステムを中央に置き、60支店に配置されたIBM 1060銀行専用端末とを結んだ構成であった。

### IBM 1440
1962年に発表された磁気ディスクを主要媒体とするシステムで、磁気コア・メモリーの記憶容量は最高16,000英数字文字まで。次のような装置から構成されている。
- IBM 1441 中央演算処理装置（CPU）
- IBM 1447 コンソール（Operator's Console）
- IBM 1442 カード読取り・穿孔（さんこう）装置 （Card Reader/Punch）
- IBM 1443 印刷装置（Printer）
- IBM 1311 磁気ディスク駆動装置（Magnetic Disk Drive）

IBM 1440は電子計算機の輸入制限時代に日本IBMにより国産化されて、日本でも多量に利用された。